# Enterbrain
Enterbrain, Inc. (株式会社エンターブレイン, Kabushiki Gaisha Entāburein) é uma editora de revistas criada em 01 de abril de 2000. As revistas da Enterbrain são focadas em jogos e em entretenimento informatico, bem como jogos de video games e guias de estrategia. Enterbrain é fundada em Tokio, Japão com uma sede criada com 410 milhoes de Ienies. Enterbrain e associada com MediaLeaves, ASCII Corporation e Sarugakucho.
A Enterbrain desenvolveu softwares muito usados no Brasil. RPG Maker, Fight Maker, Sim RPG Maker (melhoria do RPG Maker criada há muito tempo), Shooter Maker e Indie Game Maker. O Sim RPG Maker era na época o melhor. Hoje existem novos tipos do RPG Maker que estão bem melhores que o mesmo. Um exemplo disso tudo é o RPG Maker Vx, RPG Maker Vx Ace e mais recentemente, RPG Maker MZ e RPG Maker Unite.